# چارلز کلمان
چارلز کلمان (انگلیسی: Charles Kelman؛ ۲۳ مهٔ ۱۹۳۰ – ۱ ژوئن ۲۰۰۴) چشم‌پزشک، استاد دانشگاه، جراح و موسیقی‌دان اهل ایالات متحده آمریکا بود که مخترع روش جراحی فیکوامولسیفیکاسیون برای جراحی آب مروارید است. روشی که با استفاده از  امواج فراصوتی، خرد کردن و تخلیۀ آب مروارید را از یک برش کوچک سه میلیمتری ممکن ساخت و انقلابی در حوزۀ چشم پزشکی قلمداد می‌شود. وی را پدر جراحی درون‌بین یا لاپاراسکوپی هم می دانند.

## جوایز
وی همچنین برندهٔ جوایزی همچون مدال ملی فناوری و نوآوری و جایزه پژوهش پزشکی بالینی لسکر-دی‌بیکی شده‌است.